# حشرات در دین

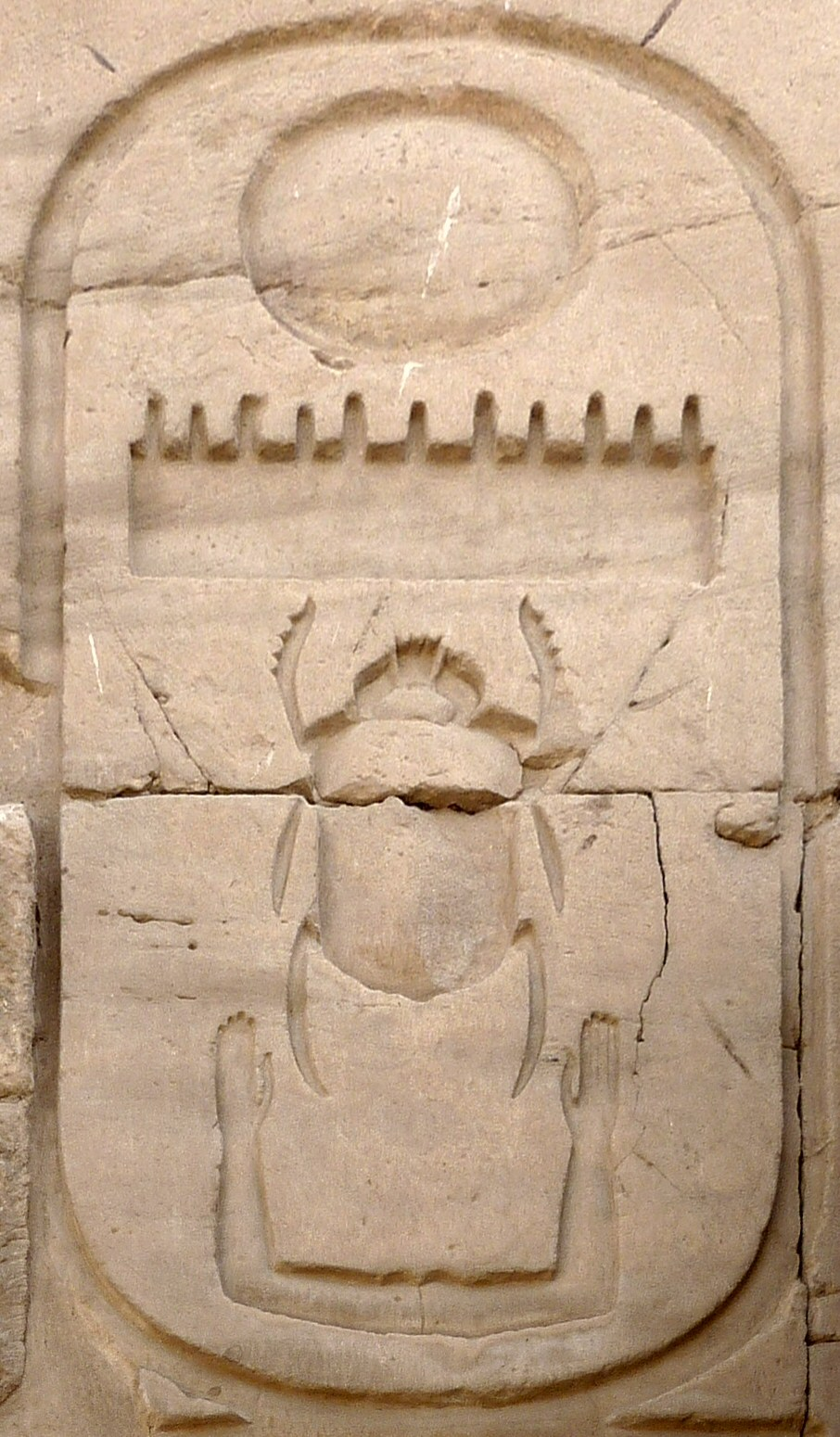
اسکراب مقدس در کارتوش توتموسیس سوم از معبد کرناک آمون را، مصر

حشرات از دیرباز در دین مورد استفاده قرار می‌گرفتند، چه به‌طور مستقیم (با حشرات زنده) و چه به عنوان تصویر یا نماد.

## حشرات زنده در آیین مذهبی
در آمازون برزیل، اعضای خانواده زبان‌های توپیایی-گوارانی دیده شده است که از مورچه‌های پلنگی Pachycondyla commutata در طول آیین تشریفات عازم زنانه استفاده می‌کنند و نیش Pseudomyrmex spp را برای تب و سردرد تجویز می‌کنند.